# Erich Kellerhals
Erich Kellerhals (ur. 8 listopada 1939 w Igolstadt, zm. 25 grudnia 2017 w Salzburgu) – niemiecki przedsiębiorca, miliarder, współzałożyciel spółki MediaMarktSaturn Retail Group, będącej właścicielem sieci sklepów Media Markt.

## Życiorys
W 1963 otworzył sklep z piecami węglowymi, zaś w kolejnych latach poszerzył ofertę o sprzedaż rowerów. W 1979 wraz z Walterem Gruntzem i Leopoldem Stiefelem otworzył wspólnie pierwszy dyskont z elektroniką, dając początek sieci sklepów Media Markt i holdingowi MediaMarktSaturn Retail Group. W ostatnim okresie życia znajdował się na 46 pozycji na liście najbogatszych Niemców Manager Magazine, z majątkiem szacowanym na ok. 3 mld euro.